# Thập niên 1680
Thập niên 1680 là thập niên diễn ra từ năm 1680 đến 1689.